# Juan de Fucastrædet
48°18′N 124°3′V / 48.300°N 124.050°V
Juan de Fucastrædet (engelsk: Strait of Juan de Fuca) er et sund i Stillehavet ved Britisk Columbias sydøstlige kyst. Sundets midte danner  grænsen mellem Canada og USA.

## Geografi
Juan de Fucastrædet løber mellem sydkysten af den canadiske Vancouver Island og den nordlige kyst af den amerikanske Olympic Peninsula i delstaten Washington. Sundet forbinder både Admiralty Inlet, Haro Strait, Rosario Strait, Puget Sound samt Georgiastrædet med Stillehavet.
Strædet er cirka 165 km langt og mellem 18 og 30 km bredt, dybden varierer mellem cirka 275 m mod havet i vest til cirka 90 m i øst. Langs kysten findes flere mindre fjorde, vige og småøer.
Større byer ved strædet er Victoria i Canada och Port Angeles i USA. Dele af sundet er et parkområde.

## Historie
Juan de Fucastrædet har navn efter den græske søfarer Ioánnis Phokás (på spansk Juan de Fuca) som ifølge en  legende fra  1592 opdagede Strait of Anián. Muligvis navngaves sundet i 1787 af den  engelske kaptajn Charles William Barkley på fartøjet "Imperial Eagle"  eller i 1788 af den  engelske kaptajn John Meares på fartøjet "Felice".
I årene 1789 til 1791 udforskedes strædet af flere spanske ekspeditioner.
1846 fastlagdes  grænsen mellem Canada og USA gennem Juan de Fucastrædet med Oregon-traktaten (en), men uklarheder 
omkring øgruppen San Juan Islands førte i 1859 til en konflikt der blev kaldt Svinekrigen.
1934 blev det nuværende navn antaget af "Geographic Board of Canada" og  1979 af "United States Board on Geographic Names".